# Vaudesincourt
Vaudesincourt est une commune française, située dans le département de la Marne en région Grand Est.

## Géographie
| Saint-Martin-l'Heureux & Prosnes | Dontrien      | Dontrien             |
| Prosnes                          | Vaudesincourt | Saint-Souplet-sur-Py |
| Prosnes                          | Aubérive      | Saint-Souplet-sur-Py |

### Hydrographie

#### Réseau hydrographique
La commune est dans la région hydrographique « la Seine du confluent de l'Oise (inclus) à l'embouchure » au sein du bassin Seine-Normandie. Elle est drainée par la Suippe,.
La Suippe, d'une longueur de 82 km, prend sa source dans la commune de Tailly et se jette  dans l'Aisne à Saint-Juvin, après avoir traversé 27 communes. 

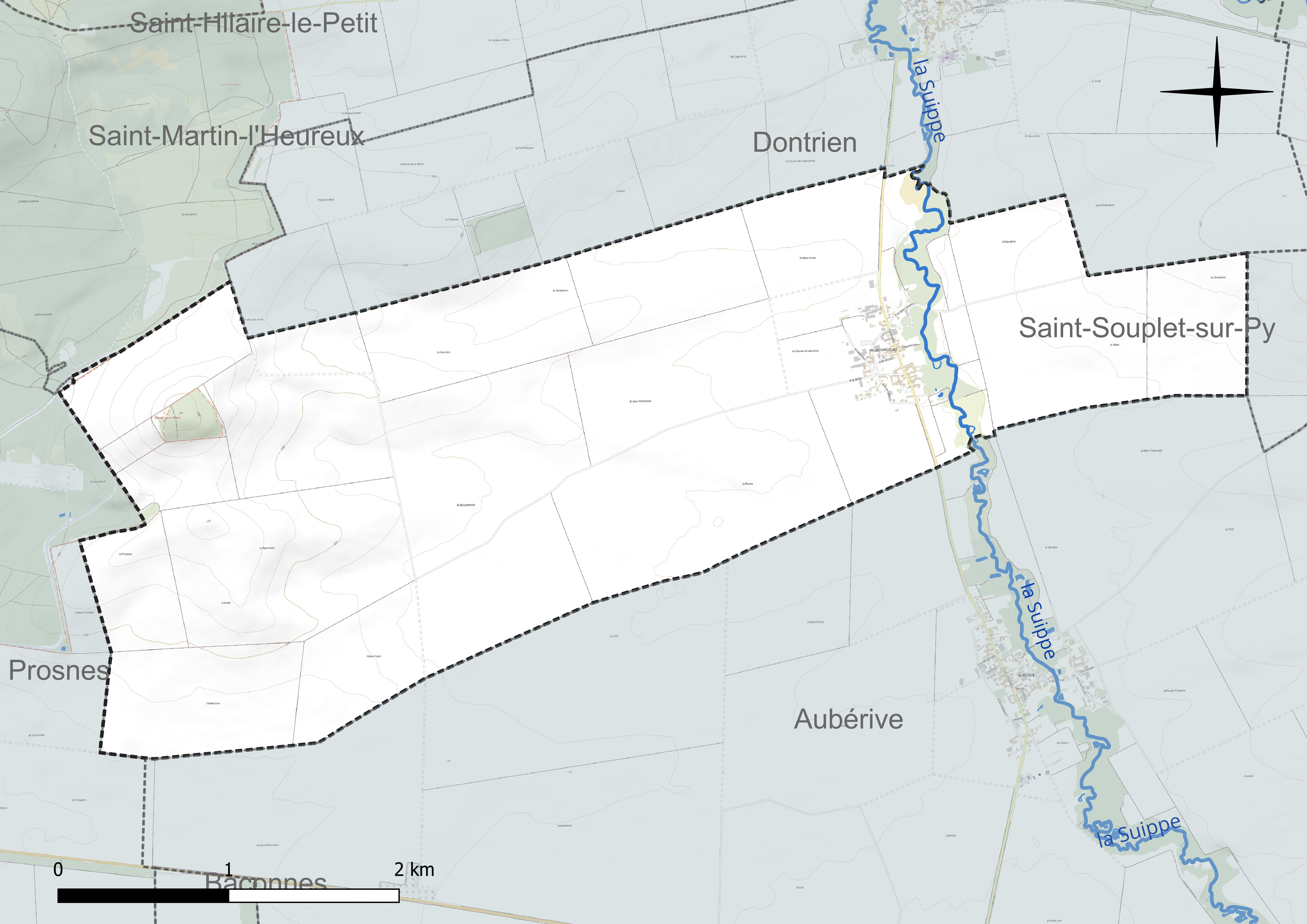
Réseau hydrographique de Vaudesincourt.

#### Gestion et qualité des eaux
Le territoire communal est couvert par le schéma d'aménagement et de gestion des eaux (SAGE) « Aisne Vesle Suippe ». Ce document de planification, dont le territoire s’étend sur 3 096 km2 répartis sur trois départements (Aisne, Marne et Ardennes) et deux régions (Champagne-Ardenne et Picardie), a été approuvé le 16 décembre 2013. La structure porteuse de l'élaboration et de la mise en œuvre est le Syndicat d’aménagement des bassins Aisne Vesle Suippe (SIABAVES). 
La qualité des cours d’eau peut être consultée sur un site dédié géré par les agences de l’eau et l’Agence française pour la biodiversité. 

### Climat
Pour des articles plus généraux, voir Climat du Grand Est et Climat de la Marne.
En 2010, le climat de la commune est de type climat océanique dégradé des plaines du Centre et du Nord, selon une étude du Centre national de la recherche scientifique s'appuyant sur une série de données couvrant la période 1971-2000. En 2020, Météo-France publie une typologie des climats de la France métropolitaine dans laquelle la commune est exposée à un climat océanique altéré et est dans la région climatique  Nord-est du bassin Parisien, caractérisée par un ensoleillement médiocre, une pluviométrie moyenne régulièrement répartie au cours de l’année et un hiver froid (3 °C). 
Pour la période 1971-2000, la température annuelle moyenne est de 10,2 °C, avec une amplitude thermique annuelle de 15,7 °C. Le cumul annuel moyen de précipitations est de 711 mm, avec 11,6 jours de précipitations en janvier et 8,6 jours en juillet. Pour la période 1991-2020, la température moyenne annuelle observée sur la station météorologique de Météo-France la plus proche, « Mourmelon-grand », sur la commune de Mourmelon-le-Grand à 9 km à vol d'oiseau, est de 10,6 °C et le cumul annuel moyen de précipitations est de 651,4 mm. 
La température maximale relevée sur cette station est de 41,3 °C, atteinte le 25 juillet 2019 ; la température minimale est de −19,7 °C, atteinte le 7 février 2012,,. 
Les paramètres climatiques de la commune ont été estimés pour le milieu du siècle (2041-2070) selon différents scénarios d'émission de gaz à effet de serre à partir des nouvelles projections climatiques de référence DRIAS-2020. Ils sont consultables sur un site dédié publié par Météo-France en novembre 2022.

## Urbanisme

### Typologie
Au 1er janvier 2024, Vaudesincourt est catégorisée commune rurale à habitat dispersé, selon la nouvelle grille communale de densité à sept niveaux définie par l'Insee en 2022.
Elle est située hors unité urbaine. Par ailleurs la commune fait partie de l'aire d'attraction de Reims, dont elle est une commune de la couronne,. Cette aire, qui regroupe 294 communes, est catégorisée dans les aires de 200 000 à moins de 700 000 habitants,.

### Occupation des sols
L'occupation des sols de la commune, telle qu'elle ressort de la base de données européenne d’occupation biophysique des sols Corine Land Cover (CLC), est marquée par l'importance des territoires agricoles (95,1 % en 2018), en diminution par rapport à 1990 (97,1 %). La répartition détaillée en 2018 est la suivante : 
terres arables (95,1 %), forêts (2,8 %), zones urbanisées (2 %), milieux à végétation arbustive et/ou herbacée (0,1 %). L'évolution de l’occupation des sols de la commune et de ses infrastructures peut être observée sur les différentes représentations cartographiques du territoire : la carte de Cassini (XVIIIe siècle), la carte d'état-major (1820-1866) et les cartes ou photos aériennes de l'IGN pour la période actuelle (1950 à aujourd'hui).

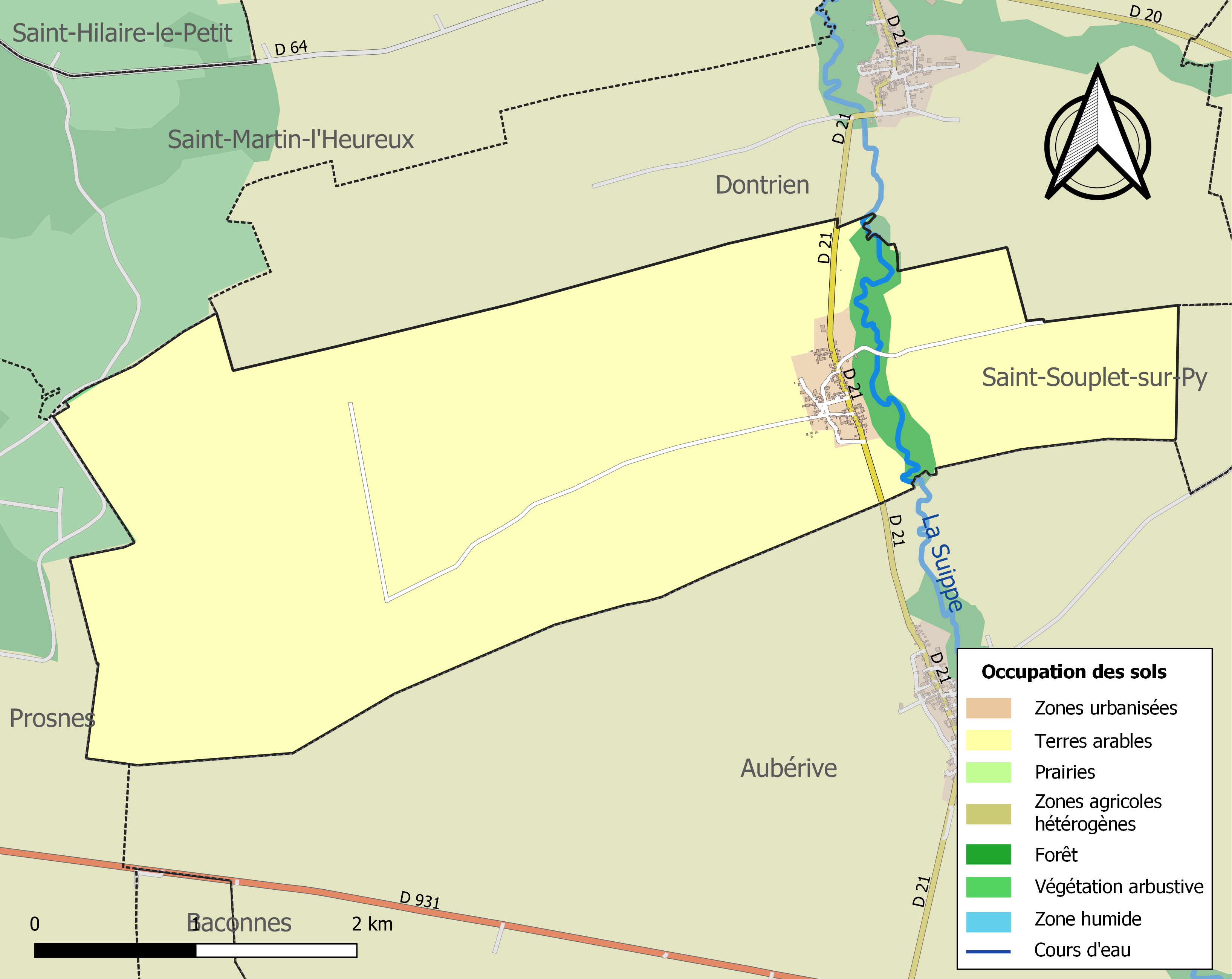
Carte des infrastructures et de l'occupation des sols de la commune en 2018 (CLC).

## Toponymie
Le nom de la localité est attesté sous les formes Wandrisicurtis (1135) ; Wandececurt (XIIe siècle) ; Wandrencort (1248) ; Vuandresicort (vers 1260) ; Wadesaincourt (1348) ; Vaudesaincourt (1574) ; Wadesaincour, Wadesincourt (1602) ; Vaudseincourt (1720) ; Vaudezincourt (1720) ; Wadsincourt (1777).

## Histoire
Pendant la Première Guerre mondiale, la commune a été le théâtre de plusieurs combats, notamment pendant la bataille des monts de Champagne en 1917 et pendant la quatrième bataille de Champagne en 1918. Lors de cette dernière bataille a eu lieu le coup de main du Mont-sans-Nom,.

## Politique et administration
| Période                                  | Période                      | Identité                        | Étiquette | Qualité |
| ---------------------------------------- | ---------------------------- | ------------------------------- | --------- | --- |
| Les données manquantes sont à compléter. |                              |                                 |           | |
|                                          | 1793                         | François Cardot                 |           | Prêtre et officier public |
| 1794                                     |                              | Pierre Jacqueminet              |           | |
| 1803                                     | 1804                         | Claude Baronnet                 |           | |
| 1825                                     | 1826                         | Jacques Paul Happillon          |           | |
| Les données manquantes sont à compléter. |                              |                                 |           | |
| 1863                                     | 1877                         | Jean Pierre Hippolyte Happillon |           | |
| 1878                                     | 1904                         | Étienne Léon Buiron             |           | |
| 1905                                     | 1913                         | Antoine Camille Galichet        |           | |
| Les données manquantes sont à compléter. |                              |                                 |           | |
| 1920                                     | 1929                         | Félicien Buiron                 |           | |
| 1929                                     | 1953                         | Jean Joseph André Happillon     |           | |
| 1953                                     | 1981                         | Robert Jules André Baronnet     |           | |
| Les données manquantes sont à compléter. |                              |                                 |           | |
| 2001                                     | En cours (au 4 juillet 2014) | Alphonse Schwein                | UMP       | Exploitant agricole Conseiller général de Beine-Nauroy (1998 → 2015) puis départemental de Mourmelon-Vesle et Monts de Champagne (2015 → ) Vice président de la CC des Rives de la Suippe (2014 → ) Réélu pour le mandat 2014-2020, |

## Démographie
L'évolution du nombre d'habitants est connue à travers les recensements de la population effectués dans la commune depuis 1793. Pour les communes de moins de 10 000 habitants, une enquête de recensement portant sur toute la population est réalisée tous les cinq ans, les populations de référence des années intermédiaires étant quant à elles estimées par interpolation ou extrapolation. Pour la commune, le premier recensement exhaustif entrant dans le cadre du nouveau dispositif a été réalisé en 2008.

En 2022, la commune comptait 106 habitants, en évolution de +20,45 % par rapport à 2016 (Marne : −1,19 %, France hors Mayotte : +2,11 %).
| 1793 | 1800 | 1806 | 1821 | 1831 | 1836 | 1841 | 1846 | 1851 |
| ---- | ---- | ---- | ---- | ---- | ---- | ---- | ---- | ---- |
| 240  | 238  | 214  | 225  | 267  | 272  | 277  | 277  | 290  |

| 1856 | 1861 | 1866 | 1872 | 1876 | 1881 | 1886 | 1891 | 1896 |
| ---- | ---- | ---- | ---- | ---- | ---- | ---- | ---- | ---- |
| 269  | 274  | 273  | 250  | 235  | 231  | 227  | 223  | 212  |

| 1901 | 1906 | 1911 | 1921 | 1926 | 1931 | 1936 | 1946 | 1954 |
| ---- | ---- | ---- | ---- | ---- | ---- | ---- | ---- | ---- |
| 201  | 190  | 173  | 141  | 128  | 139  | 132  | 124  | 136  |

| 1962 | 1968 | 1975 | 1982 | 1990 | 1999 | 2006 | 2008 | 2013 |
| ---- | ---- | ---- | ---- | ---- | ---- | ---- | ---- | ---- |
| 135  | 143  | 124  | 114  | 118  | 116  | 116  | 116  | 88   |

| 2018 | 2022 | - | - | - | - | - | - | - |
| ---- | ---- | - | - | - | - | - | - | - |
| 96   | 106  | - | - | - | - | - | - | - |

En 1905, le territoire de la commune possédait 900 hectares de terres labourables et 362 hectares de bois.
Le village comptait alors 212 habitants dont 85 électeurs répartis dans 71 maisons.
Parmi eux étaient recensés : 21 sapeurs-pompiers, 2 aubergistes, 2 batteurs ambulants, 1 charcutier, 2 cordonniers, 15 cultivateurs, 2 épiciers, 1 maréchal-ferrant, 1 messager, 4 rentiers, 1 marchand de rouennerie et nouveautés, 1 sabotier, 1 marchand de tabac.

## Culture locale et patrimoine

### Lieux et monuments

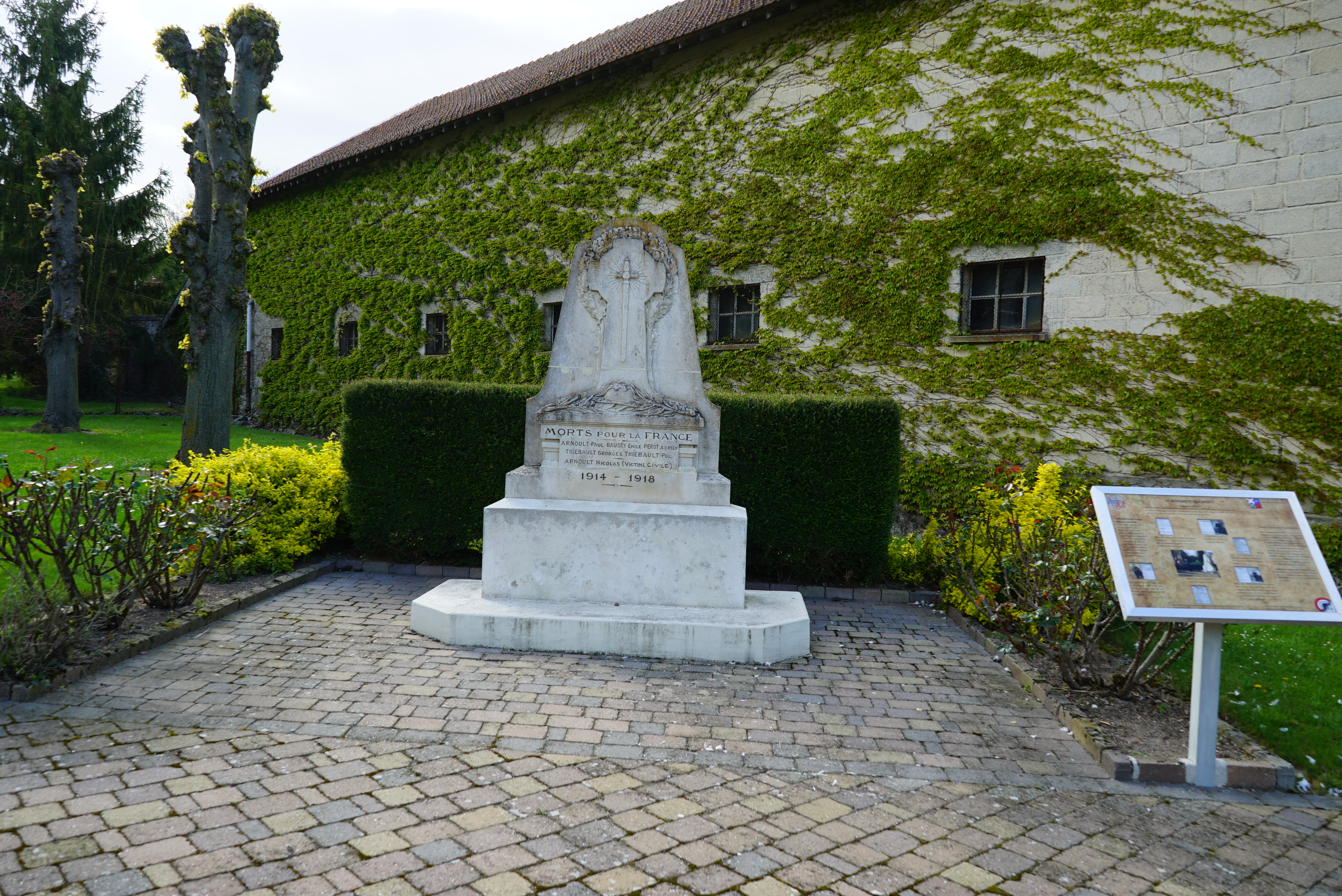
Monument aux morts avec panneau au centenaire de la bataille des monts de Champagne.

- Cimetière gallo-romain (annuaire de la Marne 1889 p. 467).
- Fosses circulaires de Vaudesincourt.
- Vierge à l'Enfant du XVIe siècle.
- Monument aux morts avec panneau au centenaire de la bataille des monts de Champagne, début 1917.
- Mont-sans-Nom, haut-lieu de la quatrième bataille de Champagne, le 14 juillet 1918.

### Héraldique
| Armes de Vaudesincourt | Les armes de la commune se blasonnent ainsi : « écartelé : au premier de gueules au sautoir engrêlé d'argent cantonné de quatre fleurs de lys d'or, au deuxième d'azur à la colombe fondante d'argent tenant en son bec la Sainte Ampoule du même, au troisième d'azur au chevron d'or accompagné de trois losanges du même, au quatrième de gueules au bouquet de trois épis de blé d'or liés de deux ficelles d'argent, posé en barre. » |